# Triaeris glenniei
Triaeris glenniei är en spindelart som beskrevs av Fage 1946. Triaeris glenniei ingår i släktet Triaeris och familjen dansspindlar. Inga underarter finns listade i Catalogue of Life.